# Delta del Danubi
El delta del Danubi (Delta Dunării en romanès, Дельта Дунаю, Delta Dynáiu o delta del Dunái en ucraïnès) és el delta del segon riu més gran d'Europa. Situat entre la regió de la Dobrudja (Romania) i l'óblast d'Odessa (Ucraïna), constitueix el major i millor conservat dels deltes fluvials europeus. Ocupa una superfície de 3.446 km².

## Geologia
El modern delta del Danubi va començar a formar-se després del 4000 aC en una badia del mar Negre quan el mar va pujar al seu nivell actual. Una barrera de sorra va bloquejar la badia del Danubi on el riu va construir inicialment el seu delta. En omplir la badia de sediments, el delta va avançar fora d'aquest estuari bloquejat per barreres després del 3500 aC, i construint diversos lòbuls: el Sant Jordi I (3500–1600 aC), el Sulina (1600–0 aC), el Sant Jordi II (0 aC–actual) i la Xilia o Kilia (1600 dC–present). Més endavant es van construir diversos altres lòbuls interns als llacs i llacunes que voregen el delta del Danubi al nord (Chilia I i II) i cap al sud (Dunavatz). Gran part dels al·luvions del delta i la gran expansió de la seva superfície en forma de lòbuls van ser el resultat de l'erosió del sòl associada a la neteja humana dels boscos a la conca del Danubi durant el 1r i 2n mil·lenni.

## Geografia

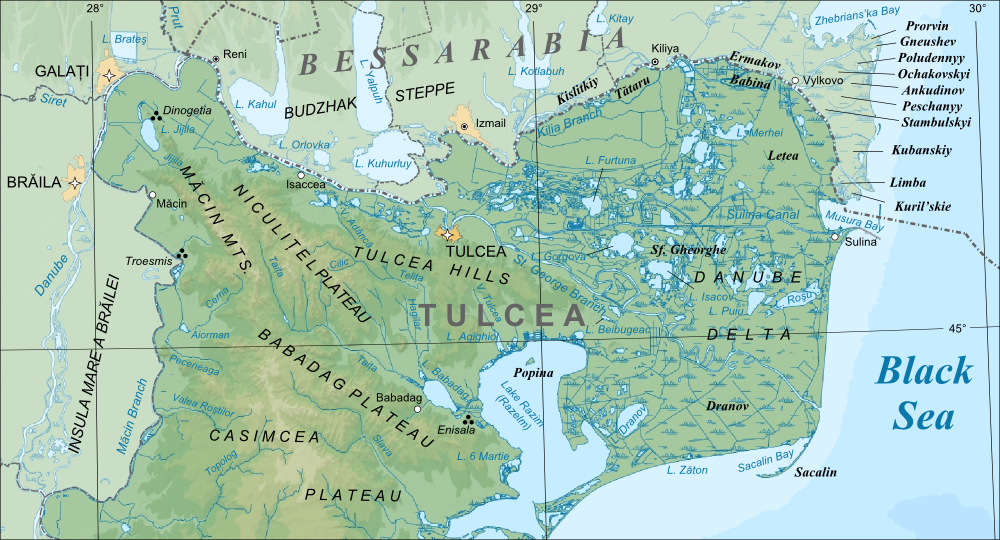
Mapa del comtat de Tulcea (Romania) amb vista del delta fluvial del Danubi.

El delta del Danubi és una regió de maresmes i pantans deshabitats, travessats per elevacions d'arbres. Cada any, les terres dipositades pel Danubi fan créixer el delta uns 40 m. Per això, es tracta d'una estructura molt dinàmica. Prop de Tulcea (Romania), el Danubi es divideix en tres braços principals abans d'arribar al mar Negre: Chilia, Sulina i Sfântu Gheorghe (Sant Jordi, anomenat així per la ciutat de Sfântu Gheorghe), però molts canals menors el converteixen en una regió d'aiguamolls, zones pantanoses i boscos, dels quals alguns s'inunden a la primavera i a la tardor.
A uns 44 km del delta del Danubi, riu amunt, es troba l'illa de les Serps, que actualment pertany a Ucraïna, però és reclamada per Romania per qüestions de drets de pesca. El 2004, Ucraïna va inaugurar les obres del "canal Bistroe", el qual facilitarà un enllaç navegable entre el mar Negre i la part ucraïnesa del delta del Danubi. No obstant això, la Unió Europea va sol·licitar a Ucraïna que desistís de prosseguir amb els treballs a causa dels greus danys que sofririen els aiguamolls del delta. Romania, més compromesa amb la protecció i la conservació del delta, vol dur Ucraïna al Tribunal Internacional de Justícia de la Haia.

## Natura
El delta alberga més de 1.200 espècies de plantes i 320 d'aus, així com més de 3.400 espècies de fauna d'aigua dolça, incloent-n'hi unes 110 de peixos, com l'esturió. L'any 1974, més de la meitat del delta va ser declarada "zona pantanosa d'importància internacional" i designada com a Patrimoni de la Humanitat en virtut del conveni de Ramsar (oficialment conveni sobre Aiguamolls d'Importància Internacional especialment a com Hàbitat d'Aus Aquàtiques).
Actualment, el delta del Danubi ha estat inclòs en la llista de la UNESCO de llocs qualificats com a Reserva de la Biosfera, amb el nom de Reserva de la Biosfera Transfronterera del Delta del Danubi. Aquesta àrea té uns 2.733 km² de superfície estrictament protegida, repartida entre 18 zones. És el lloc on milions d'aus migratòries de diferents llocs del món (d'Europa, d'Àfrica, d'Àsia i del Mediterrani) hi acudeixen per a niar.
La vegetació està dominada per formacions de canyes i canyissos, que cobreixen el 78% de la superfície. Hi existeixen, a més, salines (6%) i boscos de ribera, diferenciats segons la freqüència de la seva inundació, amb àrees de salzes permanentment inundades i pollancreres d'inundació periòdica. Existeixen boscos, com el de Letea, notables per les copes asimètriques dels seus arbres, que inclouen roures (Quercus pedunculiflora i Q. robur), pollancres (Populus tremula), oms (Ulmus foliacea) i freixes (Fraxinus angustifolia).
Fa uns 2.500 anys, segons explicava l'historiador grec Heròdot, el Danubi es dividia en 7 braços en arribar a la desembocadura.

## Població
Unes 15.000 persones habiten el delta del Danubi. La major part viu de la pesca, per a la qual usen les seves barques tradicionals fetes de fusta. Entre ells, hi ha una comunitat de lipovans, descendents dels seguidors del Ritu Antic, que van sortir de Rússia l'any 1772 per evitar la persecució religiosa. El principal centre d'aquesta comunitat a la part ucraïnesa del delta és Vilkov.

## Història

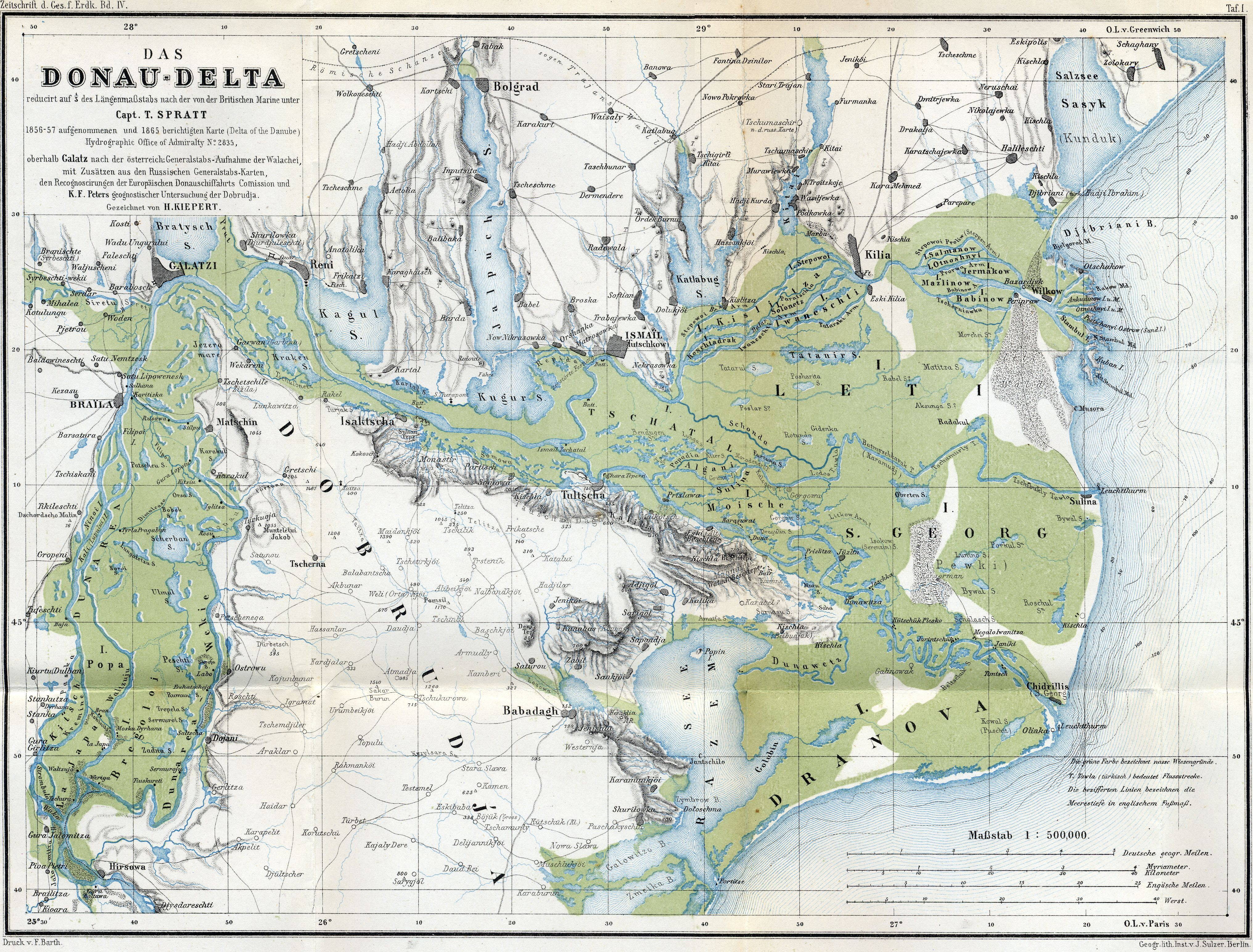
El delta del Danubi el 1867, com a part de l'Imperi Otomà

Durant la major part de l'edat moderna, el delta del Danubi va estar en mans de l'Imperi Otomà. A mesura que el control otomà sobre els Balcans s'afluixava, l'Imperi austrohongarès i altres potències europees es van mobilitzar per impedir que el delta, igual que altres territoris otomans, caiguessin en mans de Rússia. El tractat de París (1856), que posava fi a la Guerra de Crimea, va establir que una comissió internacional (la Comissió Europea del Danubi) controlés el delta. Aquesta comissió va portar a terme una sèrie de treballs al delta i al curs baix del riu, de manera que la navegació pel riu des del mar Negre es va veure afavorida. Després del final de la Primera Guerra Mundial, el tractat de Versalles (1919) va confirmar la comissió internacional (al mateix temps que s'establia una altra comissió per a controlar el curs superior del Danubi).
Durant la Segona Guerra Mundial, les comissions van ser abolides per l'Alemanya nazi, que va controlar tot el curs del riu des del 1940 fins al 1944. En acabar la Segona Guerra mundial, dos dels braços del Danubi van quedar sota control romanès i el braç nord sota control soviètic. Els soviètics abans van fer signar a un membre del Partit Comunista Romanès un document de dubtosa legalitat pel qual Romania cedia l'Illa de les Serps a l'URSS. Actualment, hi ha un litigi obert per aquest enclavament entre Romania i Ucraïna.